# 唐牛敏世
唐牛 敏世（かろうじ びんせい、1879年（明治12年）8月15日 - 1979年（昭和54年）1月19日）は、日本の銀行家、実業家。みちのく銀行初代頭取。

## 来歴・人物
黒石藩家老の家系に生まれる。小学校卒業後、「教育こそ天職、一生の事業」と確信し勉学に精進。訓導の資格を得るも、さらなる向学心を抱いたため明治法律学校に進学。しかし、実業界入りを強く志向したため中退し、大日本羽二重に入社する。
同社において庶務課長を務めるが、株式相場に手を出し大損失をこうむる。そこで、再起を期すべく北海道に渡り、小売業を手がけるも長続きせず、今度はにしん漁投機に手を出しまたしても大損失をこうむってしまう。失意に暮れていたところ、たまたま知遇を得た宿屋の主人に無尽会社を勧められたのが金融界入りのきっかけとなった。その後、幼馴染であり政友会系代議士として活躍していた鳴海文四郎の支援を得つつ、紆余曲折経ながらも1924年（大正13年）6月、青森県下5番目の無尽会社として、弘前無尽会社設立にこぎ着け、専務等を経て1940年（昭和15年）には社長に就任した。
社長となった唐牛は、次第に普通銀行に対する憧れを強く抱くようになるが、1951年（昭和26年）10月の相互銀行法施行に伴い、弘前相互銀行への転換が遂げられたので、一応の希望は満たされた形となった。だが、1968年（昭和43年）の合併転換法の施行を期に再び普銀転換への志向が強まり、単独での転換は厳しいが合併での転換は容易ではないかと企図。1972年（昭和47年）末頃から青和銀行の大坂嘉市頭取との間で合併交渉を本格的に始めるに至った。
この構想が、1973年（昭和48年）8月22日の『東奥日報』において「弘前相銀と青和銀は対等合併し、地銀として再出発。大蔵省も問題なしの姿勢」との主旨でスクープ報道がなされると、当時の相互銀行協会会長らが「この合併を認めたら、相互銀行から普通銀行への転換が雪崩を打って始まり、相互銀行のレゾンデートルが危うい」と強硬に反対したことや、大蔵省も合併に次第に慎重になり始めたこと、また、オイルショックも影響を及ぼしはじめ構想は、停滞を余儀なくされた。
しかしながら、唐牛は普銀転換の夢が捨て切れなかったため、従来の合併転換法により青和銀行を吸収合併する形に変えて、逆に青和銀行が弘前相互銀行を吸収合併するという法律に則った形での合併を企図。合併に強硬に反対する弘前相銀行員の説得にあたった。
1975年（昭和50年）に入り、オイルショックからも回復しつつあったたことや、同年12月には相銀協も消極的賛成へ転じたため、12月29日付で大蔵省より内認可を受け、1976年（昭和51年）10月1日みちのく銀行が誕生するに至った。唐牛、齢97歳にして悲願の成就となった。
1979年1月19日、死去。99歳没。

## 略歴
- 1894年（明治27年）- 小学校訓導
- 1903年（明治36年）- 明治法律学校夜間部中退
- 1905年（明治38年）- 大日本羽二重庶務課長
- 1924年（大正13年）- 弘前無尽会社設立 支配人
- 1925年（大正14年）- 取締役
- 1926年（昭和元年）- 専務
- 1940年（昭和15年）- 社長
- 1947年（昭和22年）- 第1回参議院議員通常選挙に日本自由党公認で青森地方区から立候補するが落選
- 1951年（昭和26年）- 相互銀行に転換。弘前相互銀行社長
- 1976年（昭和51年）- 合併、みちのく銀行頭取
- 1979年（昭和54年）- 死去

## 著書
- 『白寿の心』みちのく銀行、1978年。